# Eleccions generals espanyoles de 2023
Les eleccions generals espanyoles de 2023 se celebraren el 23 de juliol de 2023 per a elegir els 350 escons del Congrés dels Diputats i 208 dels 266 escons del Senat. Es van convocar després que el President del Govern, Pedro Sánchez, decidís dissoldre les Corts Generals a conseqüència dels resultats de les eleccions municipals del 28 de maig.

## Sistema electoral
Per al Congrés dels Diputats s'elegeixen 350 escons segons la regla D'Hondt i un sistema de representació proporcional amb llistes tancades. Les llistes que no arriben al tres per cent de vots de la circumscripció electoral no es tenen en compte per a repartir els escons. Les circumscripcions es corresponen amb les províncies d'Espanya. Cadascuna té dret a un mínim inicial de dos diputats; els altres 248 es reparteixen proporcionalment segons el nombre d'habitants. A Ceuta i Melilla se'ls assignen els dos escons que queden.

## Candidatures
Les principals candidatures presentades a les eleccions el 21 de juny són:
| Partit o coalició | Partit o coalició | Cap de llista | Cap de llista                            |
| ----------------- | --- | ------------- | ---------------------------------------- |
|                   | Partit Socialista Obrer Espanyol (PSOE) - Partit Socialista Obrer Espanyol (PSOE) - Partit dels Socialistes de Catalunya (PSC) |               | Pedro Sánchez (Madrid)                   |
|                   | Partit Popular (PP) - Partit Popular (PP) - Plataforma Navarra |               | Alberto Núñez Feijóo (Madrid)            |
|                   | Vox (Vox) |               | Santiago Abascal (Madrid)                |
|                   | Sumar (Sumar) - Moviment Sumar (Sumar) - Podem (Podem) - Esquerra Unida (IU) - Más País / Más Madrid - Catalunya en Comú - Compromís - Més per Mallorca / Més per Menorca - Chunta Aragonesista - Iniciativa del Pueblo Andaluz - Proyecto Drago - Batzarre - Izquierda Asturiana - Alianza Verde - Verds Equo |               | Yolanda Díaz (Madrid)                    |
|                   | Esquerra Republicana de Catalunya (ERC) - Esquerra Republicana de Catalunya (ERC) - Esquerra Republicana del País Valencià (ERPV) |               | Gabriel Rufián (Barcelona)               |
|                   | Junts (Junts) - Junts per Catalunya (JuntsxCAT) - Demòcrates de Catalunya (DemCAT) - Moviment d'Esquerres (MES) |               | Miriam Nogueras (Barcelona)              |
|                   | Candidatura d'Unitat Popular (CUP) - Candidatura d'Unitat Popular (CUP) - Guanyem |               | Albert Botran (Barcelona)                |
|                   | Partit Demòcrata Europeu Català (PDeCAT) - Partit Demòcrata Europeu Català - Espai CiU |               | Roger Montañola (Barcelona)              |
|                   | Partit Nacionalista Basc (EAJ/PNV) |               | Aitor Esteban (Biscaia)                  |
|                   | EH Bildu (EH Bildu) - Sortu - Eusko Alkartasuna (EA) - Alternatiba |               | Mertxe Aizpurua (Biscaia)                |
|                   | Coalició Canària (CCa) - Coalició Canària (CCa) - Agrupación Herreña Independiente (AHI) |               | Cristina Valido (Santa Cruz de Tenerife) |
|                   | Bloc Nacionalista Gallec (BNG) |               | Néstor Rego (la Corunya)                 |
|                   | Unió del Poble Navarrès (UPN) |               | Alberto Catalán (Navarra)                |

Esquerra Republicana de Catalunya i EH Bildu es van presentar al senat en la coalició Esquerres per la Independència.

## Enquestes d'opinió

Línia de tendència de regressió local dels resultats de les enquestes des del 10 de novembre de 2019 fins avui, amb cada línia corresponent a un partit polític.

## Resultats

### Congrés dels Diputats
| 70,4% | ' |

| 70,4% | ' |

### Senat
| Eleccions al Senat de 2023                               | Eleccions al Senat de 2023 | Eleccions al Senat de 2023                  | Eleccions al Senat de 2023 | Eleccions al Senat de 2023 | Eleccions al Senat de 2023 | Eleccions al Senat de 2023 | Eleccions al Senat de 2023 |
| Candidatura                                              | Candidatura                | Candidatura                                 | Elegits directes           | Elegits directes           | Sen. desig.                | Total                      |                            |
| Candidatura                                              | Candidatura                | Candidatura                                 | Escons                     | Augment · Disminució       | Sen. desig.                | Total                      |                            |
| -------------------------------------------------------- | -------------------------- | ------------------------------------------- | -------------------------- | -------------------------- | -------------------------- | -------------------------- | -------------------------- |
|                                                          |                            | Partit Popular (PP)                         | 120                        | 37                         | 24                         | 144                        |                            |
|                                                          |                            | Partit Socialista Obrer Espanyol (PSOE)     | 72                         | '                          | 19                         | 91                         |                            |
| Partit Socialista Obrer Espanyol (PSOE)                  | 51                         |                                             | 15                         | 65                         |                            |                            |                            |
| Partit dels Socialistes de Catalunya (PSC)               | 12                         | 10                                          | 3                          | 15                         |                            |                            |                            |
| Partit Socialista d'Euskadi - Euskadiko Ezkerra (PSE-EE) | 4                          |                                             | 3                          | 7                          |                            |                            |                            |
| Partit dels Socialistes de Galícia (PSC)                 | 3                          |                                             | 0                          | 3                          |                            |                            |                            |
|                                                          |                            | Esquerres per la Independència              | 7                          | n/a                        | 4                          | 11                         |                            |
| Esquerra Republicana de Catalunya (ERC)                  | 3                          | 8                                           | 3                          | 6                          |                            |                            |                            |
| Euskal Herria Bildu (EH Bildu)                           | 4                          | 4                                           | 1                          | 5                          |                            |                            |                            |
|                                                          |                            | Partit Nacionalista Basc (PNB)              | 4                          | 5                          | 1                          | 5                          |                            |
|                                                          |                            | Junts per Catalunya (Junts)                 | 1                          | 2                          | 2                          | 3                          |                            |
|                                                          |                            | Vox (Vox)                                   | 0                          | 2                          | 3                          | 3                          |                            |
|                                                          |                            | Sumar                                       | 0                          | n/a                        | 2                          | 2                          |                            |
| Més Madrid                                               | 0                          | =                                           | 1                          | 1                          |                            |                            |                            |
| Coalició Compromís                                       | 0                          | =                                           | 1                          | 1                          |                            |                            |                            |
|                                                          |                            | Agrupación Herreña Independiente (AHI)      | 1                          | ▲ 1                        | 0                          | 1                          |                            |
|                                                          |                            | Agrupació Socialista Gomera (ASG)           | 1                          | =                          | 0                          | 1                          |                            |
|                                                          |                            | Bloc Nacionalista Gallec                    | 0                          | =                          | 1                          | 1                          |                            |
|                                                          |                            | Coalició Canària-Nova Canàries (CCa-PNC-NC) | 0                          | =                          | 1                          | 1                          |                            |
|                                                          |                            | Geroa Bai                                   | 0                          | =                          | 1                          | 1                          |                            |
|                                                          |                            | Eivissa i Formentera al Senat               | 1                          | n/a                        | 0                          | 1                          |                            |
|                                                          |                            | Unió del Poble Navarrès (UPN)               | 1                          | =                          | 0                          | 1                          |                            |
|                                                          |                            |                                             |                            |                            |                            |                            |                            |
| Total                                                    | Total                      |                                             | 208                        |                            | 58                         | 266                        |                            |

## Conseqüències
Felip VI d'Espanya va encarregar a Alberto Núñez Feijóo, del Partit Popular intentar la investidura però no va ser capaç d'aconseguir els suports suficients a la segona votació de la seva investidura, amb 172 vots a favor del Partit Popular, Vox, Coalició Canària (CC) i Unió del Poble Navarrès (UPN) i 177 en contra,
El 16 de novembre de 2023, Pedro Sánchez fou reelegit president del govern espanyol per majoria absoluta del Congrés dels Diputats després d'acceptar una llei d'amnistia per als represaliats durant el Procés independentista català amb 179 vots a favor (PSOE, la coalició Sumar, Esquerra Republicana de Catalunya, Junts, Euskal Herria Bildu, PNB, BNG i CC) i 171 en contra (PP, Vox i UPN). Aquesta investidura va comportar l'inici d'un nou govern de coalició entre el PSOE i la coalició Sumar. El 20 de novembre va presentar el seu nou consell de ministres, amb 12 dones i 10 homes, deixant fora de l'Executiu a Podem, que va passar al grup mixt després de desavinences entre aquests i Moviment Sumar.